# 白碲金银矿
白碲金银矿（英语：Krennerite）是一种正交的碲化金矿物，该矿物中可能含有一定量的银，其结构式为Au1-xAgxTe2（x=0−0.2）。其它金银碲化物矿物，如碲金矿和针碲金银矿是单斜晶系的，而白碲金银矿是正交晶系的。